# Alsónemesapáti
Alsónemesapáti là một thị trấn thuộc hạt Zala, Hungary. Thị trấn này có diện tích 14,51 km², dân số năm 2010 là 730 người, mật độ 50 người/km².